# Oppenheimer (film)
Oppenheimer je britansko-ameriški biografski film scenarista, režiserja in koproducenta Christopherja Nolana, ki je izšel julija 2023 v distribuciji Universal Pictures.
Film, posnet po biografskem delu American Prometheus avtorjev Kaija Birda in Martina J. Sherwina iz leta 2005, predstavi poklicno pot ameriškega fizika J. Roberta Oppenheimerja, »očeta atomske bombe«, s poudarkom na njegovem študiju, vlogi vodje raziskav projekta Manhattan, v sklopu katerega je bilo razvito prvo jedrsko orožje, in koncu kariere po zaslišanju pred Komisijo za jedrsko energijo. V naslovni vlogi je zaigral Cillian Murphy, poleg njega pa so se v pomembnejših vlogah pojavili še Emily Blunt kot Oppenheimerjeva žena »Kitty«, Matt Damon kot direktor projekta Manhattan Leslie Groves, Robert Downey Jr. kot član Komisije za jedrsko energijo Lewis Strauss in Florence Pugh kot Oppenheimerjeva komunistična ljubica Jean Tatlock.
Film je doživel premiero 11. julija 2023 v pariškem kinu Grand Rex, na reden spored ameriških kinematografov pa je prišel deset dni kasneje. Po naključju je datum sovpadal z izidom Warner Brosove uspešnice Barbie, kar je vodilo do nastanka skovanke »Barbenheimer«, ki je prerasla v kulturni fenomen in spodbudila mnoge, da so si ogledali oba filma na isti dan. Tako kot Barbie je postal megauspešnica in prinesel več kot 960 milijonov USD prihodkov, s čimer je postal tretji komercialno najuspešnejši film leta ter podrl rekorde zaslužka za biografske filme in filme o drugi svetovni vojni. 
Deležen je bil tudi pohvale kritikov za režijo, scenarij, glasbo Ludwiga Göranssona, vizualno podobo in igro (predvsem Murphyja, Downeyja, Blunt in Damona). Ustvarjalci so zanj prejeli številne nagrade, med njimi pet zlatih globusov, sedem nagrad bafta in sedem oskarjev, v vseh primerih vključno z nagrado za najboljši film.

## Zgodba
Film prepleta dve pripovedni niti, pri čemer si dogodki ne sledijo v kronološkem zaporedju. »Fisija« v barvah predstavi Oppenheimerjevo pripoved o svojem življenju na zaslišanju, »Fuzija« v črno-beli tehniki pa perspektivo Lewisa Straussa na potrditvi v ameriškem Senatu. Spodnji povzetek je kronološki.
Leto 1926. 22-letni doktorski študent J. Robert Oppenheimer se spopada z anksioznostjo in domotožjem med študijem eksperimentalne fizike pod mentorstvom Patricka Blacketta v Cavendishevem laboratoriju na Univerzi v Cambridgeu. Blackettov odnos ga spravlja ob živce do te mere, da mu nekoč nastavi zastrupljeno jabolko, ki pa ga kmalu za tem vzame nazaj. Laboratorij obišče Niels Bohr, ki Oppenheimerju svetuje, naj gre raje študirat teoretično fiziko na Univerzo v Göttingenu.
Tam Oppenheimer doktorira in spozna kolega Isidorja Rabija. Kasneje v Švici skupaj spoznata teoretičnega fizika Wernerja Heisenberga. Oppenheimer želi spodbuditi raziskave kvantne fizike v ZDA, zato sprejme položaj predavatelja na Univerzi Kalifornije v Berkeleyju in na Kalifornijskem tehnološkem inštitutu. V tem času se poroči z biologinjo in nekdanjo komunistko Katherine »Kitty« Puening, vzporedno pa se zaplete tudi v razmerje s komunistko Jean Tatlock, ki kasneje stori samomor.
Po odkritju jedrske cepitve leta 1938 Oppenheimer spozna, da jo je mogoče uporabiti kot orožje. Po izbruhu druge svetovne vojne, leta 1942, ga poročnik Leslie Groves rekrutira za direktorja laboratorija Los Alamos, kjer bodo razvijali atomsko bombo. Oppenheimerja skrbi, da bo Heisenbergov jedrski program izdelal termonuklearno orožje za Tretji rajh.
Okoli sebe zbere Rabija, Hansa Betheja in Edwarda Tellerja, sodeluje pa tudi s Fermijem, Szilardom in Hillom na Univerzi v Chicagu. Tellerjevi izračuni nakažejo na možnost, da bi jedrska detonacija lahko vodila do verižne reakcije, ki bi vnela ozračje, toda po posvetu z Einsteinom Oppenheimer sklene, da je tveganje še sprejemljivo. Teller predlaga izdelavo vodikove bombe in skoraj zapusti projekt, ko je njegov predlog zavrnjen, a ga Oppenheimer prepriča, naj ostane.
Po nemški vdaji leta 1945 nekateri člani ekipe izrazijo dvom o smislu bombe, Oppenheimer pa verjame, da bo končala še trajajočo vojno za Tihi ocean in rešila številna življenja zavezniških vojakov. Poskus s kodnim imenom Trinity je uspešen, zato predsednik Harry S. Truman ukaže jedrsko bombardiranje Hirošime in Nagasakija, po katerem se Japonska preda. Kljub slavi Oppenheimerja teži odgovornost za množično uničenje. Svoj občutek krivde zaupa Trumanu, ki ga okara in zavrne njegovo pobudo za ustavitev razvoja jedrske tehnike.
Ker dela kot svetovalec Komisije za jedrsko energijo (AEC), postane njegovo stališče kontroverzno, znova pa se zaradi izbruha hladne vojne zbudi zanimanje za Tellerjevo vodikovo bombo. Predsednik AEC Lewis Strauss zameri Oppenheimerju, da je javno zavrnil njegove pomisleke glede izvoza radioizotopov in predlagal pogajanja s Sovjetsko zvezo po uspešnem sovjetskem jedrskem poskusu. Strauss je tudi prepričan, da ga je Oppenheimer obrekoval med pogovorom z Einsteinom leta 1947.
Ker želi izničiti Oppenheimerjev politični vpliv, Strauss leta 1954 skrivoma priredi varnostno zaslišanje glede njegovega pooblastila za dostop do tajnih podatkov. Kmalu postane jasno, da je razplet tega že vnaprej določen. Strauss izkoristi Oppenheimerjeve stike s komunisti v preteklosti ter uporabi pričanja Groverja in drugih njegovih sodelavcev proti njemu. Teller poleg tega na pričanju naravnost pove, da ne zaupa Oppenheimerju, in predlaga preklic pooblastila. Odbor za varnost osebja Oppenheimerjevo pooblastilo zares prekliče, kar okrni njegovo javno podobo in omeji njegov vpliv na ameriško jedrsko politiko.
Pet let kasneje Strauss kandidira za položaj sekretarja za trgovino. Na potrditvenem zaslišanju pred ameriškim Senatom Hill priča o njegovih osebnih motivih za spletko, ki je vodila do Oppenheimerjevega padca, zaradi česar Strauss ni potrjen. Predsednik Lyndon B. Johnson Oppenheimerju leta 1963 podeli nagrado Enrica Fermija kot gesto politične rehabilitacije. Preblisk pokaže, da slednji v pogovoru z Einsteinom leta 1947 sploh ni omenil Straussa. Namesto tega mu je izrazil skrb, da so zares zagnali verižno reakcijo – jedrsko oboroževalno tekmo, ki bo nekoč uničila svet, saj ga muči vizija sveta, ki ga požira ogenj.

## Igralska zasedba
- Cillian Murphy kot J. Robert Oppenheimer, teoretični fizik in direktor Narodnega laboratorija Los Alamos.[6]
- Emily Blunt kot Katherine »Kitty« Oppenheimer, žena Roberta Oppenheimerja in nekdanja članica komunistične partije ZDA.[7]
- Matt Damon kot general Leslie Groves, častnik inženirskega korpusa Kopenske vojske ZDA (USACE) in direktor projekta Manhattan.[8]
- Robert Downey Jr. kot kontraadmiral Lewis Strauss, upokojeni častnik mornariških rezervistov in visoki član Komisije za jedrsko energijo (AEC).[8]
- Florence Pugh kot Jean Tatlock, psihiatrinja, članica Komunistične partije ZDA, ljubica Roberta Oppenheimerja.[9]
- Josh Hartnett kot Ernest Lawrence, jedrski fizik, ki je delal z Oppenheimerjem v Berkeleyju.[10]
- Casey Affleck kot Boris Pash, obveščevalni častnik Kopenske vojske ZDA in poveljnik operacije Alsos.[11]
- Rami Malek kot David L. Hill, jedrski fizik v metalurškem laboratoriju, ki je sodeloval pri gradnji reaktorja Chicago Pile-1.[9]
- Kenneth Branagh kot Niels Bohr, danski fizik in filozof, Oppenheimerjev vzornik.[12]
- Benny Safdie kot Edward Teller, madžarski teoretični fizik, znan kot »oče vodikove bombe«.[9]
- Jason Clarke kot Roger Robb, odvetnik in bodoči okrožni sodnik, posebni svetovalec AEC na Oppenheimerjevem varnostnem zaslišanju.[13]
- Dylan Arnold kot Frank Oppenheimer, Robertov mlajši brat in fizik, sodelavec projekta Manhattan.[14]
- Tom Conti kot Albert Einstein, nemški teoretični fizik.[15]
- James D'Arcy kot Patrick Blackett, fizik, Oppenheimerjev profesor na Univerzi v Cambridgeu.[16]
- David Dastmalchian kot William L. Borden, pravnik in izvršni direktor kongresnega komiteja za atomsko energijo (JCAE).[17]
- Dane DeHaan kot generalmajor Kenneth Nichols, častnik Kopenske vojske ZDA in namestnik okrožnega inženirja projekta Manhattan.[18]
- Alden Ehrenreich kot pomočnik Lewisa Straussa (izmišljen lik).[19][20]
- Tony Goldwyn kot Gordon Gray, uradnik in predsednik komisije za presojo Oppenheimerjevega dostopa do zaupnih podatkov.[21]
- Jefferson Hall kot Haakon Chevalier (»Hoke«), profesor na Berkeleyju, ki se je v času študija spoprijateljil z Oppenheimerjem.[22][23]
- David Krumholtz kot Isidor Isaac Rabi, fizik, ki je delal kot svetovalec na projektu Manhattan.[19]
- Matthew Modine kot Vannevar Bush, vodja Urada za znanstvene raziskave in razvoj.[24]

## Produkcija

### Razvoj
Po izidu Oppenheimerjeve biografije American Prometheus (2005), ki sta jo napisala Kai Bird in Martin J. Sherwin, je režiser Sam Mendes izrazil zanimanje za filmsko adaptacijo. Iz projekta ni bilo nič, nakar so v naslednjih 15 letih pravice poskusno prevzemali različni ustvarjalci, med njimi Oliver Stone, ki pa »ni našel poti do njenega bistva«. Tako sta avtorja že obupovala nad možnostjo predelave v film. Leta 2015 je pravice poskusno prevzel J. David Warko, ki je nato naročil in zavrnil več scenarijev. Preko igralca Jamesa Woodsa je prišel do producenta Charlesa Rovena, ki je v preteklosti produciral več Nolanovih filmov. Roven je nato poslal izvod Nolanu in na koncu sta bila tako Wargo kot Woods izvršna producenta filma.
Nolan si je bil že preden je prebral biografijo želel posneti film o Oppenheimerju. Proti koncu produkcije filma Tenet (2020) mu je igralec Robert Pattinson podaril knjigo Oppenheimerjevih govorov. Nolan je iz nje razbral, da so Oppenheimerja mučile posledice njegovih dejanj, kar ga je navdihnilo prikazati, kako bi bilo biti v Oppenheimerjevi koži v teh trenutkih – v nasprotju s Tenetom, ki uporablja potovanje v času, da bi preprečil množično uničenje.
Decembra 2020 je distributer Warner Bros. Pictures oznanil, da bo film leta 2021 hkrati poslal na kino sporede in na spletno pretočno platformo HBO Max, čemur naj bi botroval vpliv pandemije covida-19 na filmsko industrijo. Nolan, ki je z Warner Bros. sodeloval vse od svojega filma Insomnia, je bil besen, saj je močan zagovornik tradicionalne predstavitve filmov v kinematografih. Do sredine leta 2021 je prekinil sodelovanje s studiem in se pogajal z drugimi studii, ki bi morda podprli njegov novi projekt, med njimi s Sonyjem, Universalom, Paramountom in Applom. Sodeč po poznavalcih je Paramount že zgodaj izpadel iz igre zaradi novega predsednika Briana Robbinsa, ki je zagovarjal večji poudarek na izidih na pretočnih platformah.
Septembra 2021 je prišla v javnost novica, da bo Nolan napisal in režiral biografski film o Oppenheimerjevi vlogi v projektu Manhattan med drugo svetovno vojno ter da je Cillian Murphy v pogajanjih za glavno vlogo. Na koncu se je Nolan odločil za Universal, ker je že bil sodeloval s predsednico skupine studiev NBCUniversal Donno Langley. Langley je podprla njegovo stališče o tradicionalnem izidu, tako da je Universal pristal na financiranje in distribucijo Oppenheimerja. Produkcija naj bi se po takratnih informacijah začela v prvem četrtletju 2022. Pristali so tudi na druge Nolanove pogoje, vključno s produkcijskim proračunom 100 milijonov USD in še enkrat toliko za oglaševanje, časovnim oknom 90 do 120 dni za ekskluzivno predvajanje v kinematografih, 20-odstotnim deležem pri bruto prihodku od prvega dne predvajanja dalje in obdobjem tri tedne pred izidom ter po njem, v katerem Universal ne bi smel izdati nobenega drugega filma.

### Pisanje
Nolan je prvič slišal za Oppenheimerja kot mladenič, v verzu »How can I save my little boy from Oppenheimer's deadly toy?« (»Kako naj rešim mojega fantka pred Oppenheimerjevo smrtonosno igračko?«) iz Stingove skladbe »Russians« (1985). Črpal je tudi iz svojega mladostniškega strahu pred jedrskim holokavstom, saj je živel v dobi Kampanje za jedrsko razorožitev in protijedrskih protestov v oporišču Greenham Common (RAF). Izjavil je: »... naš odnos s tem [jedrskim] strahom je nihal s časom, grožnja pa nikoli zares ni izginila«, strah pa se je znova zbudil ob ruski invaziji na Ukrajino leta 2022. Izkušnje s pisanjem biografskih scenarijev je dobil, ko je napisal biografski film o Howardu Hughesu približno hkrati s produkcijo Scorsesejevega Letalca (2004).
Na scenariju je začel na lastno pest delati po zaključku produkcije Teneta in ga napisal v nekaj mesecih. Že septembra 2021 sta z Rovenom stopila v stik z avtorjema knjižne predloge in z njima razpravljala o scenariju, čeprav jima ga Nolan še ni pokazal. Oppenheimer je Nolanov prvi scenarij, napisan v prvi osebi, saj je želel izpostaviti Oppenheimerjevo perspektivo. Z njegovimi besedami, »tekstura« filma naj bi bila »interakcija osebnega z zgodovinskim in geopolitičnim«; film je oblikoval kot svarilo.
Namerno je izpostavil Oppenheimerjev odziv na dolgoročne posledice njegovih dejanj. Odločil se je tudi za izmenjevanje barvne in črno-bele tehnike, prva bi predstavila subjektivno protagonistovo perspektivo, druga pa objektivnejšo perspektivo drugega lika. Produkcijska ekipa se je odločila poudariti subjektivni vidik z vključitvijo Oppenheimerjevih predstav kvantnega sveta in energetskih valov. Nolan je pripomnil, da čeprav se Oppenheimer nikoli ni javno opravičil za svojo vlogo v jedrskem bombardiranju Hirošime in Nagasakija, ga je mučil pristen občutek krivde, zato se je odločil prikazati lik, ki izraža ta občutja.

Mislim, da je Oppenheimer daleč najdvoumnejši in najbolj paradoksen lik od vseh, s katerimi sem imel opravka. Kar pove veliko, glede na to, da sem naredil tri filme o Batmanu.

— Christopher Nolan, Total Film
Na začetku je poskušal najti povezavo med kvantnim svetom, vibracijami energije in Oppenheimerjevo osebno potjo ter skušal upodobiti težave v njegovem življenju, posebej spolnosti. Zato se je odločil odkrito upodobiti njegovo afero z Jean Tatlock, pa tudi njen vpliv na Oppenheimerjevo življenje, saj je bila komunistka, kar je bilo ključno za njegovo usodo. Odnos med Mozartom in Antoniem Salierijem, upodobljen v filmu Amadeus (1984), ga je navdihnil, da podrobneje razišče tudi odnos med Oppenheimerjem in admiralom Lewisom Straussom.
Še en ključen dogodek v filmu je Oppenheimerjev sestanek s Trumanom, med katerim ga predsednik označi za »jokico«. Nolan je to razumel kot ključen preobrat v Oppenheimerjevem odnosu do svojih dejanj in trenutek silovite streznitve. Uporabil ga je kot povod za hitro spremembo tona po bombardiranju Hirošime in Nagasakija, iz Oppenheimerjeve perspektive padec od trenutka največjega triumfa do dna. To si je prizadeval izvesti v najkrajšem možnem času. Konec je namerno dvoumen, vendar je želel Nolan končati film z »močnim nizom mučnih odmevov«.

### Izbor igralcev
Murphy je že šestič sodeloval z Nolanom, a prvič kot glavni igralec. V pripravah na vlogo je veliko bral o Oppenheimerjevem življenju, navdihnila pa ga je pojava Davida Bowieja v sedemdesetih. Za vlogo je moral shujšati. Nolan je zanj uredil tudi srečanje z nobelovcem Kipom Thorneom, ki je poslušal Oppenheimerja na nekaj seminarjih in Murphyju pripovedoval o njegovem daru za moderiranje skupinskih razprav o težkih znanstvenih konceptih.
Preostanek izbora igralcev je bil tako skrivnosten, da nekateri do podpisa pogodbe sploh niso vedeli, za katero vlogo se potegujejo, Robert Downey Jr. pa je moral priti k Nolanu domov, da je prebral scenarij, natisnjen s črnimi črkami na rdečem papirju. Downey, Matt Damon in Emily Blunt so pristali na štirimilijonske honorarje namesto 10-20 milijonov USD, kolikor običajno zaslužijo za vloge. Tako Blunt kot Damon sta posebej navdušeno sprejela ponudbi; Damon je z Nolanom že sodeloval v Medzvezdju. Zaradi težav v zakonu je obljubil ženi, da bo vzel premor od igranja, a je vseeno sprejel vlogo, ker si je vnaprej izpogajal eno izjemo: če pokliče Nolan.
Nolanova najstarejša hči Flora se pojavi v prizoru Oppenheimerjeve vizije, kot mladenka, ki razpade v jedrski eksploziji. Nolan je želel s tem sporočiti, da »če ustvariš ultimativno uničevalsko moč, bo uničila tudi tiste, ki so ti blizu in dragi«. Komentatorji so opazili, da v Oppenheimerju ni Michaela Caina, ki je nastopil v vsaj obrobnih vlogah v vseh Nolanovih filmih od Insomnie dalje; Nolan je pojasnil, da tokrat ni imel časa.

### Snemanje
Pred-produkcija se je začela januarja 2022 v Novi Mehiki, kjer so v Santa Feju in Los Alamosu iskali statiste. Še en poziv je bil februarja.
Principalna fotografija se je začela 28. februarja 2022 v letovišču Ghost Ranch v Novi Mehiki in je trajala 57 dni pod vodstvom kinematografa Hoytea van Hoyteme. To je bilo manj od sprva načrtovanih 85 dni, ker je postalo jasno, da s stomilijonskim proračunom ne bodo mogli snemati toliko časa na lokacijah po vsej državi. Da bi ostalo dovolj denarja za izdelavo zgodovinsko točnih scen, je Nolan stisnil načrt snemanja na 55 dni. Murphy, ki se pojavi v skoraj vseh prizorih, je opisal tempo kot »zmešan«.
Že med ogledom območja leta 2021 je Nolan ugotovil, da se je Los Alamos od 1940. let zelo spremenil in ne bo uporaben za zunanje posnetke. Namesto tega je produkcijska ekipa zgradila starinsko različico mesta na podobni planoti v Ghost Ranchu, za kar so porabili tri mesece, prizore pa so nato posneli v šestih dneh. Notranje prizore so snemali v resničnih zgodovinskih stavbah v Los Alamosu, Za predavalnice so uporabili prostore spalnice nekdanjega ženskega korpusa kopenske vojske v Los Alamosu, nekaj prizorov pa je bilo posnetih tudi v obnovljeni Oppenheimerjevi kolibi. Kot newyorški hotel je služila stara pošta v Albuquerqueju, kot Washington pa zvezna poslopja v Santa Feju. Med večjimi zapleti je bilo snemanje prizora s predsednikom Trumanom. Zaigral ga je Gary Oldman, ki je bil pripravljen priti le na točno določen dan. Prvotni načrt, da bo prizor v ovalni pisarni bele hiše posnet v Nixonovi predsedniški knjižnici, je padel v vodo teden dni pred snemanjem zaradi umika soglasja. Zato so v naglici našli že izdelano sceno, s katero so snemali serijo Veep, ki pa je bila spravljena že nekaj let in v slabem stanju, tako da so jo popravljali skoraj do dne snemanja.

### Post-produkcija
Za montažo je bila odgovorna Jennifer Lame, ki je že imela to vlogo v Nolanovem Tenetu. Z režiserjem sta zaradi hitrega tempa dogajanja v vsakem prizoru preverjala, da se kak lik ne bi izgubil v dogajanju. Za vizualne učinke je poskrbel studio DNEG, ki je ustvaril približno 100 prizorov iz 400 posnetih elementov. tudi z DNEG Nolan pogosto sodeluje, to je bil osmi skupni projekt. Vodja ekipe za vizualne učinke je izjavil, da so v filmu pretežno »nevidni« vizualni učinki, ki so jih ustvarili z domiselno uporabo kamer, ne z računalniško animacijo. Tako je bil denimo prizor eksplozije Trinity v plasteh ustvarjen z digitalnim kompozitiranjem posnetkov resnične eksplozije, posnete z več zornih kotov.

## Glasba
Ludwig Göransson je komponiral glasbeno podlago Oppenheimerja, tako kot že za Nolanov prejšnji film Tenet. Skladba je bila prvič predstavljena v napovedniku 8. maja 2023, kasneje pa tudi v ekskluzivnem petminutnem predogledu, ki ga je Universal predvajal 13. julija. Osrednja tema glavnega lika je zaigrana na violino; to je predlagal Nolan, da bi ponazoril Oppenheimerjevo anksioznost. Göransson se je strinjal, rekoč, da lahko zaradi odsotnosti prečk v hipu preide iz najbolj romantičnega, krasnega zvoka v nevrotično, srce parajočo grozo.

## Izid

### Oglaševanje pred izidom
Prvi kratek napovednik (»dražilnik«) za Oppenheimer je bil prikazan 28. julija 2022. Vseboval je uro, ki je odštevala sekunde do  16. julija 2023 ob 5:29 zjutraj (MDT), 78. obletnice prve detonacije jedrske bombe. Prvi so ga videli gledalci filma Nak, nato pa je bil objavljen tudi na Universalovih profilih na družbenih omrežjih. Pisec revije Empire je pripomnil, da gre za dober primer Nolanovega sloga z resničnim občutkom teže. Polni napovednik je izšel v dveh različicah decembra 2022 pred kinopredstavami filma Avatar: Pot vode – ena ekskluzivno za dvorane IMAX in druga za vse druge formate. Slednja je bila kasneje dostopna tudi prek spleta. Glavni napovednik je bil prvič prikazan maja 2023 med predpremiero filma Varuhi galaksije: 3. dejanje. Nekaj dni kasneje je izšel tudi v širši distribuciji, ob uradnem filmskem plakatu.

### Izid v kinematografih
Oppenheimer je bil premierno predvajan 11. julija 2023 v kinu Le Grand Rex v Parizu, čemur je dva dni kasneje sledila britanska premiera v londonskem Odeon Luxe Leicester Square in 17. julija še ameriška premiera v AMC Lincoln Square v New Yorku. Londonsko in newyorško premiero je nekoliko skazila stavka ameriškega sindikata filmskih ustvarjalcev SAG-AFTRA: v Londonu je nekaj igralcev zgodaj odšlo z dogodka, v New Yorku pa je moral Universal odpovedati sprehod po rdeči preprogi. Predsednica SAG-AFTRA Fran Drescher je kasneje trdila, da so studii ukanili sindikat, da je pristal na dvanajstdnevno podaljšanje roka za pogajanja, da bi lahko nemoteno promoviral načrtovane poletne hite, kot je bil Oppenheimer. Na redni spored kinematografov je Oppenheimer prišel 21. julija 2023 v distribuciji Universal Pictures. Poleg standardnega digitalnega formata je bilo izdelanih še nekaj deset izvodov za distribucijo na 70-mm filmskem traku v formatu IMAX (30 kopij), standardnem 70-mm traku (113 kopij) in 35-mm traku (približno 80 kopij).
Na isti dan kot Oppenheimer je izšla še Warner Brosova fantazijska komedija Barbie po istoimenski liniji igrač in medijski franšizi podjetja Mattel, ki je bila prav tako oglaševana kot poletni megahit. Mnogi so špekulirali, da gre za poskus maščevanja, ker je Nolan odšel k Universal Pictures. Vendar pa so zaradi izstopajočega žanrskega kontrasta uporabniki spletnih družbenih omrežij začeli množično ustvarjati meme o različnih ciljnih občinstvih obeh filmov, pa tudi, da bi ju bilo treba gledati skupaj. Trend je dobil ime »Barbenheimer«, kar sta studia spodbujala kot strategijo za privabljanje širše množice občinstva.
Že marca 2022 je Universal ustavil distribucijo svojih filmov v Rusiji kot del bojkota Rusije in Belorusije po ruski invaziji na Ukrajino, hkrati z ostalimi velikimi ameriškimi studii. Kljub temu so nekateri ruski kinematografi predvajali piratske kopije. Rusko ministrstvo za kulturo je izrecno odreklo dovoljenje za predvajanje Oppenheimerja zaradi neskladja s »tradicionalnimi ruskimi duhovnimi vrednotami«. Izid je bil več mesecev zakasnjen na Japonskem, k čemur je verjetno prispevala tudi za Japonce posebej občutljiva tematika. Glavni japonski distributer Toho-Towa se je odpovedal sodelovanju, nakar je pravice prevzel neodvisni distributer Bitters End. Na spored japonskih kinematografov je prišel 29. marca 2024.

### Klasifikacije in cenzura
Zaradi »nekaj spolnosti, golote in jezika« je Oppenheimer prejel klasifikacijo R (»za ogled v spremstvu odrasle osebe za mlajše od 17 let«), kot prvi tak Nolanov film po Insomnii. Podobno je v Avstraliji prejel klasifikacijo MA 15+ zaradi močnih prizorov seksa in samomora, v Združenem kraljestvu pa klasifikacijo 15, zaradi česar je bil ogled omejen na starejše od 15 let. V nekaterih državah Srednjega Vzhoda in Južne ter Jugovzhodne Azije je Universal razpečeval različico, v kateri so golo telo Florence Pugh zakrili z računalniško generirano črno obleko.
V Indiji so film izdali s cenzuriranimi vsemi prizori golote, seksa in kajenja, zato je dobil certifikacijo U/A (samo zmerno sporni prizori). Ostal je citat »Zdaj sem postal smrt, uničevalec svetov« iz svetega hindujskega besedila Bhagavad-gita. Indijski minister za informacije in predvajanje Anurag Thakur je oporekal klasifikaciji filma s tako uporabo verza in zahteval cenzuro. Tudi hindujski nacionalisti so ogorčeno zahtevali umik prizora.

### Domači kino
Oppenheimer je izšel na nosilcih Ultra HD Blu-ray, Blu-ray in DVD 21. novembra 2023. Naklada Blu-Rayjev je pošla v nekaj dneh, zato je moral Universal angažirati dodatne proizvodne zmogljivosti za popolnitev zalog pred prazniki. Nolan zagovarja fizične nosilce, saj meni, da pretočni servisi dajejo preveč nadzora podjetjem in ogrožajo ohranjanje filma. Za pretočni ogled v ZDA je Oppenheimer izšel ekskluzivno na servisu Peacock, v Kanadi pa na Amazon Prime Video 16. februarja 2024.

## Odziv

### Prihodek od kinodvoran
Do 7. marca 2024 je Oppenheimer prinesel 329,2 milijona USD v Združenih državah in Kanadi ter 631,6 milijona na drugih ozemljih, skupno 960,7 milijona. S tem je postal drugi najdonosnejši film s klasifikacijo R za  Jokerjem (2019). Septembra 2023 je prevzel tudi rekord zaslužka za biografski film, ko je presegel Bohemian Rhapsody (2018).
V avgustu 2023 je zaradi rivalstva z uspešnejšim Barbie postal še najdonosnejši film v zgodovini, ki ni bil nikoli na vrhu po domačem prihodku, sicer je v šestem vikendu nato prvič presegel Barbie po svetovnem prihodku. Je tudi najdonosnejši film o drugi svetovni vojni, na tej lestvici je presegel prav tako Nolanov film Dunkirk (2017). Uvrstil se je še med pet najdonosnejših izdaj v formatu IMAX z 183 milijoni USD, kar predstavlja približno petino celotnega prihodka. Za 3. novembra je bila napovedan ponoven izid v IMAX kinodvoranah (vključno s šestimi, ki so predvajale 70-mm IMAX trakove), saj so bile ob prvi izdaji vse predstave razprodane.

#### Združene države Amerike in Kanada
V ZDA in Kanadi je Oppenheimer izšel na isti dan kot Barbie in sprožil fenomen, znan kot »Barbenheimer«. Več desettisoč članov kluba AMC Stubs je prednaročilo vstopnice za ogled obeh na isti dan. Po tem, ko je prinesel 33 milijonov USD na prvi dan predvajanja (to vključuje 10,5 milijona od četrtkovih večernih predpremier), je studio z njim v prvem vikendu zaslužil še 82,5 milijona USD, s čimer ga je presegel le Barbie. To je bil en najuspešnejših otvoritvenih vikendov vseh časov za dramo s klasifikacijo R. Sodeč po demografskih raziskavah sta bili dve tretjini gledalcev moškega spola, tretjina je pripadala starostni skupini 18–34 let. Fenomen »Barbenheimer« je občutno povečal zanimanje za oba konkurenčna filma, ki sta na otvoritveni vikend zabeležila 18,5 milijona ogledov, kar je predstavljalo štiri petine vseh obiskov kinodvoran. Za Oppenheimerja je to pomenilo, da se je uvrstil na tretje mesto lestvice zaslužka v otvoritvenih vikendih za biografske filme (za Kristusovim pasijonom in Ostrostrelcem), od Nolanovih filmov pa je zaostal le za dvema priredbama stripov, drugega in tretjega dela trilogije Temni vitez.
V drugem vikendu je prinesel 46,2 milijona prihodkov (44-% upad), znova na drugem mestu po Barbie. V tretjem vikendu ga je ob prihodku 28,7 milijona USD prehitel še novinec Megalodon 2: Predator iz globin. V četrtem vikendu se je z 18,8 milijona USD prihodkov znova povzpel na drugo mesto. V petem in šestem vikendu je prinesel še 10,7 in 9 milijonov USD, skupno več kot 300 milijonov v šestih tednih. Po prejemu 13 nominacij za oskarje je bil v 28. tednu od izida znova uvrščen na spored več kot 2000 kinematografov, kar je pomenilo nov milijon USD zaslužka.

#### Druga ozemlja
Izven ZDA in Kanade je Oppenheimer prinesel 98 milijonov USD v otvoritvenem koncu tedna. Slovenski kinematografi so zabeležili več kot 13.500 gledalcev v prvem vikendu predvajanja, kar je bilo daleč največ od Nolanovih filmov vključno s filmi iz trilogije Vitez teme. Zaslužek naslednjega vikenda je bil 77,1 milijonov, kar je bil samo petinski upad in Oppenheimer je postal Nolanov najdonosnejši film v 30 državah vključno z Indijo, Saudovo Arabijo in Turčijo. V tretjem vikendu je prinesel 52,8 milijona USD prihodkov in 32 milijonov v četrtem. Tudi v naslednjih tednih je vzdrževal soliden prihodek z 32 in 29,1 milijoni v petem in šestem vikendu.

### Kritiški odziv
Film je požel pohvale kritikov. Kritiki so pozitivno ocenili zlasti režijo, igro (posebej Murphyja, Blunt in Downeyja) ter vizualno podobo; mnogi so ga označili za enega najboljših Nolanovih filmov in filmov leta, po mnenju nekaterih pa je tudi doslej najboljši in najpomembnejši film tega stoletja. Na spletnem agregatorju Rotten Tomatoes, ki povpreči ocene kritikov, je povzet konsenz, da gre za še en Nolanov dosežek, ki prevzame gledalca na račun močne Murphyjeve igre in fenomenalne vizualne podobe. Spletišče je zabeležilo 93 % pozitivnih ocen s povprečno oceno 8,6 od 10. Tudi na sorodnem spletišču Metacritic je izračunano uteženo povprečje 90 %, kar nakazuje na »vsesplošno odobravanje«. Po anketi podjetja CinemaScore so mu gledalci v ameriških kinematografih dali povprečno oceno A na lestvici od A+ do F, po anketi PostTrak pa skupno 93-% pozitivno oceno.
Med recenzenti, ki so ga označili za mojstrovino in mu dali najvišjo možno oceno, so Richard Roeper za Chicago Sun-Times, Siddhant Adlakha za IGN in Matt Zoller Seitz za RogerEbert.com. V bolj kritičnih ocenah je bilo izpostavljeno, da zaradi žongliranja s številnimi motivi v tem zelo zapletenem dogajanju, ki ga predstavlja, izpušča pomembne elemente ter da je čustveno izpraznjen, ker se bolj posveča političnim intrigam kot ljudem (na čelu z glavnim likom).
Oppenheimerja so hvalili tudi drugi filmski ustvarjalci. Oliver Stone ga je denimo označil za klasiko, Paul Schrader za najboljši in najpomembnejši film stoletja, Denis Villeneuve pa za mojstrovino. Tudi Steven Soderbergh ga je pohvalil kot »resničen dosežek«.

### Zgodovinska točnost
Komentatorji so izpostavili zgodovinsko točnost filma, nekateri prizori so dobesedno ponovljeni iz knjige ali po resničnih dogodkih, kot so zabeleženi v drugih virih.
Med pomembnejšimi spremembami je pogovor med Oppenheimerjem in Einsteinom, okrog katerega se vrti velik del filma, a se v resnici ni zgodil. Oppenheimer in Einstein sta prijateljevala, toda Oppenheimer je zaupal svojo skrb glede neustavljive verižne reakcije Arthurju Comptonu, ne Einsteinu. Prizor, v katerem Oppenheimer zastrupi jabolko za svojega profesorja, temelji na Oppenheimerjevem opisu incidenta, ni pa jasno, ali se je res zgodil. Film prikaže, da je v jabolko vbrizgal natrijev cianid, nato pa si je premislil in komaj preprečil, da bi ga pojedel Niels Bohr.
Pri ostalih spremembah gre pretežno za manjše olepšave: resnični Oppenheimer je bil na primer nekoliko manj navdušen nad svojim odkritjem črnih lukenj, saj še ni vedel, kako pomembno je odkritje. Je pa študija res izšla na isti dan kot je Nemčija napadla Poljsko. Med poskusom Trinity je imel Donald Hornig roko na stikalu za izklop, da bi lahko hitreje reagiral, in ne blizu kot v filmu. Truman je označil Oppenheimerja za jokico v pismu Deanu Achesonu eno leto po dogodkih, ne njemu v obraz. Kot Strauss pripomni v filmu, se Oppenheimer ni nikoli opravičil, toda resnica je še mračnejša: izognil se je opravičilu tudi ob nekaj priložnostih, ko bi bilo to primerno, denimo med njegovim obiskom Japonske leta 1960. Politolog Scott Sagan je komentiral, da je »obsežnejša tragedija« zaradi Oppenheimerjeve izgube vpliva nad ameriško jedrsko politiko, ki bi lahko omilil kasnejšo jedrsko oboroževalno tekmo s Sovjetsko zvezo, pomembnejša, a manj jasno predstavljena kot znanstvenikova osebna tragedija, a da je sicer film zelo točen za hollywoodsko produkcijo.
Prezrto je bilo delo v drugih laboratorijih projekta Manhattan, večina katerih se je ukvarjala s pridobivanjem radioaktivnega materiala za bombe pod Grovesovim vodstvom. Tudi člani nekaterih drugih ekip, predvsem tiste iz Metalurškega laboratorija v Chicagu, so javno izrazili pomisleke glede uporabe jedrskega orožja proti Japonski. Med vidnejšimi izpuščenimi temami so še tisoči prebivalcev poskusnega območja v Novi Mehiki – večinoma staroselci – ki jih oblasti niso opozorile pred nevarnostjo poskusa. Film daje vtis, da je bilo izbrano območje nenaseljeno.

### Nagrade
Oppenheimer je bil že konec leta 2023 omenjen kot eden od favoritov za sezono filmskih nagrad 2024. Napoved se je začela uresničevati s petimi zlatimi globusi, vključno z nagrado za najboljši dramski film, najboljšega režiserja, najboljšega glavnega ter stranskega igralca v dramskem filmu (Murphy in Downey) ter najboljšo izvirno glasbeno spremljavo. National Board of Review in Ameriški filmski inštitut sta ga uvrstila na lestvico desetih najboljših filmov leta 2023.
Film je bil nominiran tudi za trinajst nagrad ameriško-kanadskega združenja Critics' Choice (prejel jih je osem), trinajst nagrad bafta (prejel jih je sedem) in štiri nagrade ceha filmskih in televizijskih igralcev (Screen Actors Guild; prejel je tri). Göranssonova kompozicija je bila nagrajena z grammyjem za najboljšo orkestrsko glasbeno podlago vizualnega medija.
Prejel je tudi trinajst nominacij za najpomembnejše nagrade – oskarje za leto 2023, s čimer je postal največkrat nominiran Nolanov film. Med njimi so nominacije za štiri nagrade od »velikih pet«: za najboljši film, režijo, glavnega igralca in prirejeni scenarij. Na 96. podelitvi je upravičil vlogo favorita na stavnicah in poleg nagrade za najboljši film ustvarjalcem prinesel oskarje za najboljšega režiserja (Nolan), najboljšega igralca (Murphy), najboljšo stransko moško vlogo (Downey Jr.), montažo (Lame), fotografijo (van Hoytema) ter izvirno glasbo (Göransson).